# Дрогниц
Дрогниц (нем. Drognitz) — община в Германии, в земле Тюрингия. 
Входит в состав района Заальфельд-Рудольштадт.  Население составляет 697 человек (на 31 декабря 2010 года). Занимает площадь 24,00 км².
Коммуна подразделяется на 4 сельских округа.